# Tom Fernández
Tom Fernández (Oviedo, Asturias, 1971) es un escritor, guionista y director de cine español que ha trabajado para numerosas series televisivas españolas y escrito varios guiones y libros, muchos de ellos de literatura infantil.

## Biografía
Tom Fernández nació en Oviedo, capital de Asturias, si bien se encuentra muy unido con el mundo rural de su tierra, especialmente con Moreda, tierra de su padre. Esto determina claramente sus preferencias creativas, eligiendo temáticas y escenarios de ese entorno para sus proyectos más personales.

## Obra
Interesado por la lectura y la escritura desde la infancia, de joven se trasladó a Madrid para trabajar como guionista. Empezó haciéndolo para la conocida serie televisiva Siete vidas, de la productora Globomedia. Durante esta época conoció a Javier Cámara, con el cual le une una buena relación y al que ha elegido como protagonista en sus películas más personales, la primera de ellas La torre de Suso. También con él rodó ¿Para qué sirve un oso?, cinta rodada en Teverga y  Somiedo con un gran protagonismo de los paisajes y la tranquilidad de su Asturias.
Dentro de su faceta como guionista ha trabajado en otras series de televisión españolas como A medias, de la productora Qüid TV,  o El chiringuito de Pepe, habiendo escrito también varios episodios para el programa 7 zoes de la televisión griega.
Tom Fernández también ha dirigido varios documentales, como Trashumancia, también realizado en Somiedo. En el año 2012, realizando uno de ellos en Malí, sobre la malaria, le pilló un golpe de Estado que le retuvo sin poder moverse de la localidad de Koulikoro, junto a otros tres cooperantes españoles.
En 2002 Tom Fernández hizo su primera incursión en el mundo del teatro dirigiendo y escribiendo el libreto de la obra Madre no hay más que una.

## Cortometrajes
- 1995. Los huracanes, el surf y los Sioux.
- 2004. El pozu[5]
- 2012. Porque eres masovera, rodada en la provincia de Teruel en el año 2009 y en la que participaron los habitantes de las dos localidades elegidas (Alcorisa y La Mata de los Olmos). Segundo Premio en el concurso de cortometrajes de Cine Rural de Dos Torres (Córdoba). Guion de Jaime Izquierdo[6][7]

## Largometrajes
- 2007. La torre de Suso, que obtuvo tres nominaciones para el Premio Goya, entre ellas la de mejor director novel.
- 2011. ¿Para qué sirve un oso?, por la que obtuvo el premio a mejor director en el Festival de Cine Español de Málaga. La cinta, a su vez, consiguió el premio a la mejor actriz de reparto para Geraldine Chaplin y a mejor montaje para Ángel Hernández Zoido[8]
- 2014. Pancho, el perro millonario, película y guion realizados por encargo.[9]

## Libros
- 2010. La diferencia entre un fantasma y un espectro (Editorial Anaya)[10]
- 2011. El niño que no quería ser niño (Editorial Anaya)[11]

## Premios
- 1997. Premio al mejor cortometraje en el Concurso Art Nalón 1997.
- 2007. La torre de Suso, tres nominaciones para en el Premio Goya.
- 2011. Premio a mejor director español en el Festival de Cine Español de Málaga por su largometraje ¿Para qué sirve un oso?[8]
- 2012. Segundo Premio en el concurso de cortometrajes de Cine Rural de Dos Torres (Córdoba), por su película Porque eres masovera. Guion de Jaime Izquierdo[6]